# Clouseau

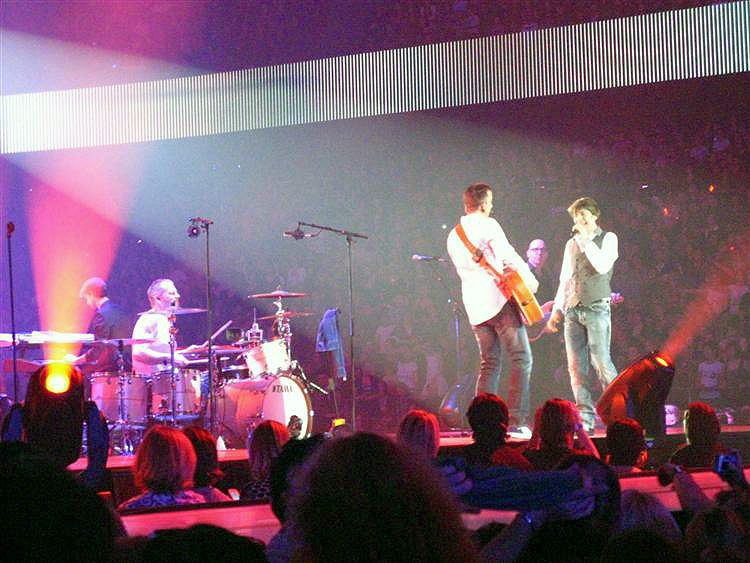
Clouseau live (2009)

Clouseau ist eine flämische Popgruppe, die in Belgien und den Niederlanden erfolgreich ist und dort zahlreiche Hits hatte.

## Bandgeschichte
Clouseau wurde 1984 von den aus der Nähe von Brüssel stammenden Brüdern Kris (* 21. Dezember 1964) und Koen Wauters (* 17. September 1967) zusammen mit dem Schlagzeuger Bob Savenberg (* 29. November 1961) gegründet. Benannt wurde die Band nach dem trotteligen Kommissar aus der Krimikomödie Der rosarote Panther. 1989 nahm man am belgischen Vorentscheid für den Eurovision Song Contest teil. Obwohl die Band als Zweitplatzierte knapp scheiterte, wurde ihr Beitrag Anne zum Hit und belegte Platz eins in ihrer Heimat. Ihr Debütalbum Hoezo? (reimt sich auf Clouseau) enthielt mit Daar gaat ze einen zweiten Tophit, der auch in den Niederlanden bis auf Platz zwei kam. Weitere hohe Platzierungen in beiden Ländern erreichten sie auch 1990 mit dem zweiten Album Of zo.
Danach versuchten sie es erneut beim Eurovision Song Contest. Mit Geef het op gelang ihnen die Contest-Teilnahme. Obwohl sie im Finale nur auf Platz 16 landeten, eröffneten sich dadurch die internationalen Märkte. Sie nahmen ihre ersten Hits noch einmal in englischer Sprache auf. Aus Daar gaat ze wurde Close Encounters, das in den deutschsprachigen Ländern erfolgreich war. In Deutschland konnten sich danach auch noch das gleichnamige englischsprachige Album und zwei weitere Singles, darunter ihr erster Hit Anna, in den Charts platzieren. Dazu gingen Clouseau im Jahr 1992 als Vorband von Roxette auf deren Summer-Joyride-Europatour. Parallel dazu erschien aber auch ihr drittes flämisches Album Doorgaan, mit dem sie an die Erfolge in Belgien und den Niederlanden anknüpften.
Mit ihrem zweiten englischsprachigen Album In Every Small Town beabsichtigten sie, ihre internationale Karriere fortzusetzen. Zwar kamen mit Live Like Kings und Take Me Down noch zwei Lieder daraus in die unteren Ränge der deutschen Charts, das Album selbst konnte sich aber nicht platzieren und so erlosch das Interesse an der belgischen Band wieder.
Als international die Erfolge ausblieben, konzentrierten sich Clouseau wieder auf niederländischsprachige Texte und damit auf ihre flandrische Heimat und die Niederlande. 1995 erschien das Album Oker, mit dem sie erstmals in beiden Ländern auf Platz eins kamen. Zudem hatten sie mit dem Song Passie ihren einzigen Nummer-eins-Hit in den Niederlanden. Ab Mitte der 90er begann aber auch dort der Erfolg nachzulassen. Singleerfolge blieben aus und auch die Alben erreichten nicht mehr die hohen Platzierungen. Ganz anders blieb das in ihrer belgischen Heimat, wo sie von 1995 bis 2013 neun Nummer-eins-Alben und vier weitere Top-Ten-Alben sowie zwei weitere Nummer-eins-Singles hatten. Ihre Alben werden regelmäßig mit Gold und Platin ausgezeichnet. Zu ihren erfolgreichsten Alben gehört die Best-of-Kompilation Clouseau 20 aus dem Jahr 2007, die bereits fünffachen Platinstatus erreicht hat.

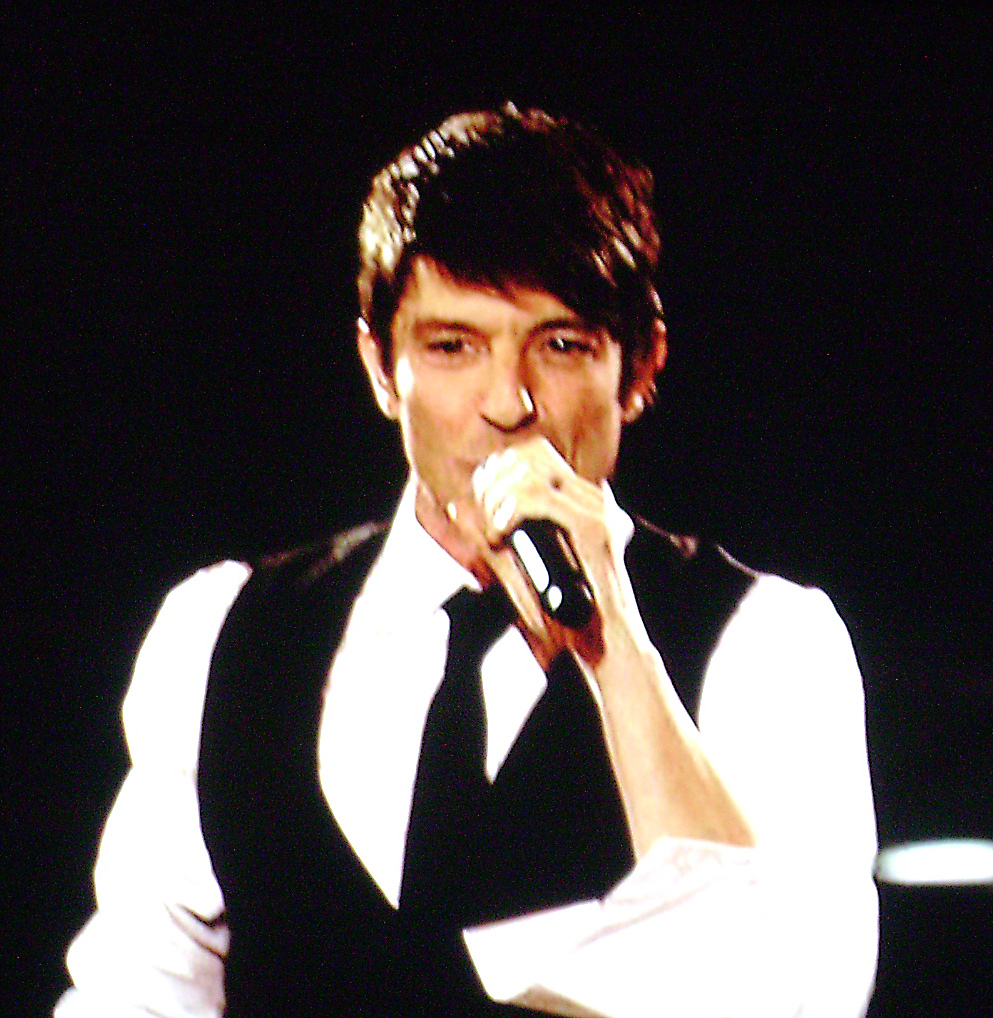
Koen Wauters bei einem Konzert in Antwerpen, 2005
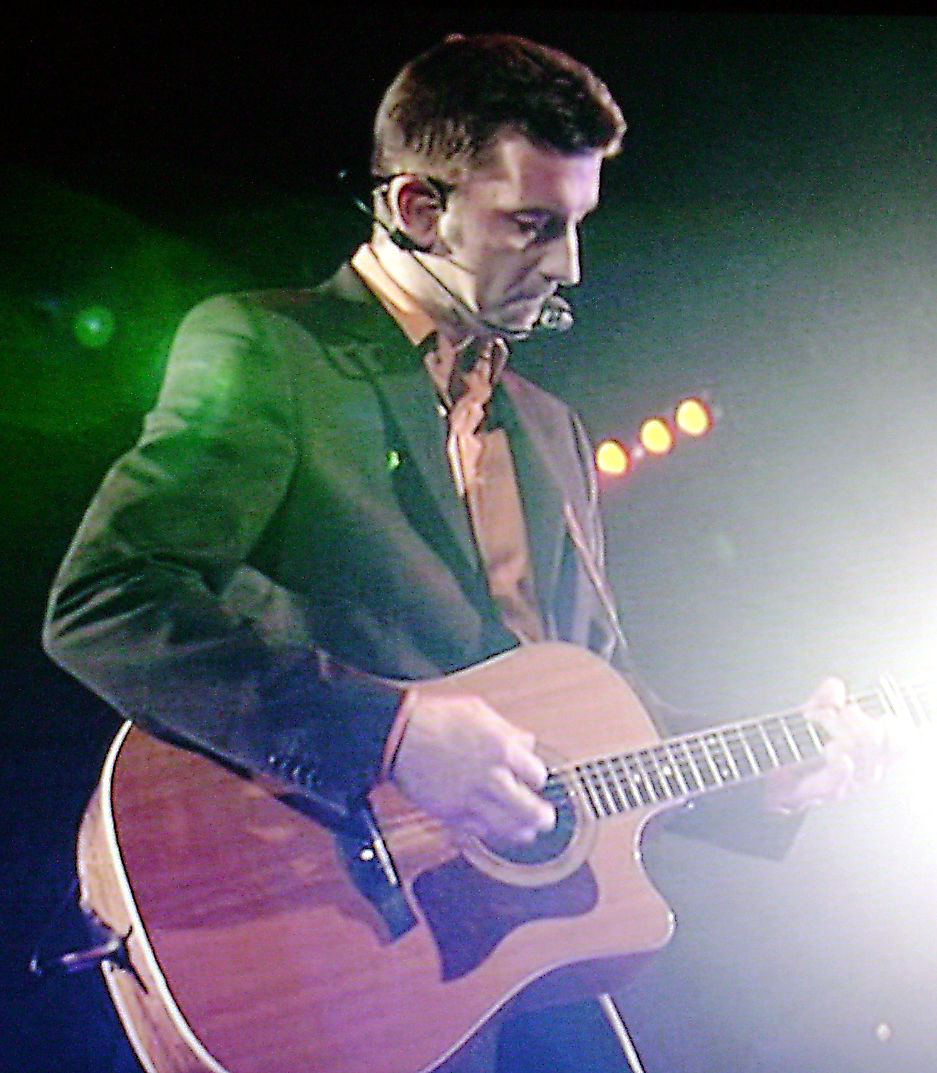
Kris Wauters bei einem Konzert in Antwerpen, 2005

## Diskografie
Studioalben

| Jahr | Titel                                             | Höchstplatzierung, Gesamtwochen, AuszeichnungChartplatzierungen (Jahr, Titel, Platzierungen, Wochen, Auszeichnungen, Anmerkungen) | Höchstplatzierung, Gesamtwochen, AuszeichnungChartplatzierungen (Jahr, Titel, Platzierungen, Wochen, Auszeichnungen, Anmerkungen) | Höchstplatzierung, Gesamtwochen, AuszeichnungChartplatzierungen (Jahr, Titel, Platzierungen, Wochen, Auszeichnungen, Anmerkungen) | Höchstplatzierung, Gesamtwochen, AuszeichnungChartplatzierungen (Jahr, Titel, Platzierungen, Wochen, Auszeichnungen, Anmerkungen) | Anmerkungen                                                                                     |
| Jahr | Titel                                             | BEF | NL | DE | CH | Anmerkungen                                                                                     |
| ---- | ------------------------------------------------- | --- | --- | --- | --- | ----------------------------------------------------------------------------------------------- |
| 1989 | Hoezo?                                            | BEF113 (3 Wo.)BEF | NL2 Platin · (59 Wo.)NL | — | — | Erstveröffentlichung: 13. Oktober 1989 Charteinstieg Flandern: 2021                             |
| 1990 | Of zo…                                            | — | NL2 Platin · (34 Wo.)NL | — | — | Erstveröffentlichung: 25. Oktober 1990                                                          |
| 1991 | Close Encounters                                  | — | NL18 (6 Wo.)NL | DE37 (8 Wo.)DE | — | Erstveröffentlichung: 4. Februar 1991 englischsprachige Versionen zuvor veröffentlichter Lieder |
| 1992 | Doorgaan (Tot je niet meer op je benen kan staan) | — | NL19 (12 Wo.)NL | — | — | Erstveröffentlichung: 15. Mai 1992                                                              |
| 1993 | In Every Small Town                               | BEF— GoldBEF | NL65 (6 Wo.)NL | — | — | Erstveröffentlichung: 20. September 1993                                                        |
| 1995 | Oker                                              | BEF1 ×6Sechsfachplatin · (59 Wo.)BEF                                                                                              | NL1 Platin · (66 Wo.)NL | — | — | Erstveröffentlichung: 10. Februar 1995                                                          |
| 1996 | Adrenaline                                        | BEF1 ×4Vierfachplatin · (46 Wo.)BEF                                                                                               | NL8 Gold · (29 Wo.)NL | — | — | Erstveröffentlichung: 23. September 1996                                                        |
| 1999 | In Stereo                                         | BEF1 Platin · (26 Wo.)BEF | NL28 (10 Wo.)NL | — | — | Erstveröffentlichung: 12. März 1999                                                             |
| 2001 | En dans                                           | BEF1 ×3Dreifachplatin · (55 Wo.)BEF                                                                                               | — | — | — | Erstveröffentlichung: 2. November 2001                                                          |
| 2004 | Vanbinnen                                         | BEF1 ×2Doppelplatin · (47 Wo.)BEF                                                                                                 | NL27 (11 Wo.)NL | — | — | Erstveröffentlichung: 1. Oktober 2004                                                           |
| 2007 | Vonken & vuur                                     | BEF1 ×3Dreifachplatin · (45 Wo.)BEF                                                                                               | NL36 (3 Wo.)NL | — | — | Erstveröffentlichung: 30. März 2007                                                             |
| 2009 | Zij aan zij                                       | BEF1 ×2Doppelplatin · (29 Wo.)BEF                                                                                                 | NL35 (3 Wo.)NL | — | — | Erstveröffentlichung: 16. Oktober 2009                                                          |
| 2013 | Clouseau                                          | BEF1 Platin · (80 Wo.)BEF | NL30 (2 Wo.)NL | — | — | Erstveröffentlichung: 22. November 2013                                                         |
| 2016 | Clouseau danst                                    | BEF1 Platin · (64 Wo.)BEF | NL13 (4 Wo.)NL | — | — | Erstveröffentlichung: 26. Februar 2016                                                          |
| 2019 | Tweesprong                                        | BEF1 Gold · (54 Wo.)BEF | NL19 (2 Wo.)NL | — | — | Erstveröffentlichung: 8. November 2019                                                          |
| 2022 | Jonge wolven                                      | BEF1 (43 Wo.)BEF | NL25 (1 Wo.)NL | — | — | Erstveröffentlichung: 25. März 2022                                                             |

grau schraffiert: keine Chartdaten aus diesem Jahr verfügbar